# WikiLegalAid
WikiLegalAid — вікі-сайт, безплатна довідково-інформаційна платформа, база правових консультацій.
Інформація оновлюється з урахуванням змін законодавства та судової практики. Нею можуть користуватись юристи-практики, студенти-правники, правозахисники, пересічні громадяни. 

## Історія
Перші редагування на сайті датуються кінцем лютого — початком березня 2016. Спочатку цей ресурс існував як «внутрішній», виключно для працівників системи безоплатної правової допомоги (БПД). Презентація сайту відбулася 13 грудня 2018. На час презентації на сайті містилося більше 1400 консультацій з правових питань, з якими звертаються клієнти до системи БПД.
У липні 2020 року був запущений мобільний застосунок «Безоплатна правова допомога»

## Вміст
Сайт містить правові консультації з посилання на нормативні акти та практику суду, зразки процесуальних документів.
Консультації підготовлені так, щоб бути зрозумілими не лише фахівцям, а й людям без юридичної освіти.